# Karma (band)
Karma was een Nederlandse powermetal- / gothicmetalband, waar Irene Jansen (de zus van Floor Jansen) en Bas Maas (After Forever / Doro) deel van uitmaakten. De band speelde metalcovers totdat toetsenist/componist Martin Plag in 2001 aan de band toegevoegd werd. Nadat Irene Jansen in 2004 de band verliet, werd Karma opgeheven.

## Discografie
- 2003: Karma (demo)

1. Calling Isis
2. New Dawn
3. Excalibur
4. Atlantis
5. What Once Was

## Bandleden
Laatste bekende line-up
- Irene Jansen - zangeres (2001-2004)
- Ralf Haan - drummer (2001-2004)
- Emerald Kloosterman - gitarist (2001-2004)
- Tiemen Gerris - gitarist (2001-2004)
- Martin Plag - toetsenist, componist, zanger (2001-2004)
- Aram Rogalski - bassist, zanger  (2001-2004)

Voormalige leden
- Freek Bos - sologitarist (2001-2004)
- Bas Maas - slaggitarist (2001-2002)